# جوزي كارول
جوزي كارول هي مدربة خيول كندية، ولدت في 8 ديسمبر 1957 في سكاربورو، تورنتو في كندا.